# Abderrahmane Bourdim
Abderrahmane Bourdim (en arabe : عبد الرحمان بورديم), dit Ammar, est un footballeur algérien né le 14 juin 1994 à El Eulma dans la Wilaya de Sétif. Il évolue au poste de milieu de terrain au MC Oran.

## Biographie
Il joue son premier match en équipe d'Algérie le 9 mai 2018, en amical contre l'Arabie saoudite (défaite 2-0).

## Palmarès
- Champion d'Algérie en 2022 avec le CR Belouizdad.
- Vice-champion d'Algérie en 2018 avec la JS Saoura et en 2020 avec le MC Alger.

## Matches internationaux
Le tableau suivant liste les rencontres de l'équipe d'Algérie dans lesquelles Abderrahmane Bourdim a été sélectionné depuis le 27 décembre 2018 jusqu'à présent.